# Ptychoptera contaminata
Ptychoptera contaminata ist eine Mücke aus der Familie der Faltenmücken (Ptychopteridae).

## Merkmale
Die Mücke erreicht eine Körperlänge von etwa 9 Millimetern und hat einen glänzend schwarz gefärbten Körper. Am Thorax ist seitlich teilweise eine graue Bestäubung erkennbar, der Hinterleib trägt auf dem dritten bis fünften Tergit gelbe Querlinien, die Weibchen haben zusätzlich seitlich Flecken. Das Schildchen (Scutellum) ist gelb gefärbt. Der Radialsektor im Flügel ist viermal länger als die basale Querader. Es befindet sich ein schwarzer Punkt basal am Flügel und gleich gefärbte Flecken liegen an der Wurzel des Radialsektors. Weiters finden sich querliegende Flecken in der Mitte der Flügel.

## Lebensweise und Verbreitung
Die Tiere kommen in weiten Teilen Europas vor; sie fehlen vor allem auf der Iberischen Halbinsel und auf weiten Teilen des Balkans. Sie besiedeln vor allem Uferbereiche um Seen und langsam fließende Bäche. Sie sind in Mittel- und Osteuropa weit verbreitet anzutreffen. Die Larven entwickeln sich im flachen Wasser.

## Belege